# Чемпіонат Швеції з бенді 1927
 Чемпіонат Швеції з бенді: 1927 — 21-й сезон турніру з хокею з м'ячем (бенді), який проводився за кубковою системою. 
Переможцем змагань став клуб ІК «Йота» (Стокгольм).

## Турнір

### Чвертьфінал
- ІФ «Йота» (Карлстад) - Вестерос СК  1-2
- ІФ «Веста» (Уппсала) - ІК «Слейпнер» (Норрчепінг)  9-0
- ІК «Сіріус» (Уппсала) - ІФК Стренгнес 4-2
- ІК «Йота» (Стокгольм) - ІФК Реттвік  5-4

### Півфінал
- Вестерос СК - ІФ «Веста» (Уппсала) 4-1
- ІК «Сіріус» (Уппсала) - ІК «Йота» (Стокгольм)  4-5

### Фінал
27 лютого 1927, Стокгольм
- ІК «Йота» (Стокгольм) - Вестерос СК  5-1